# Kithara

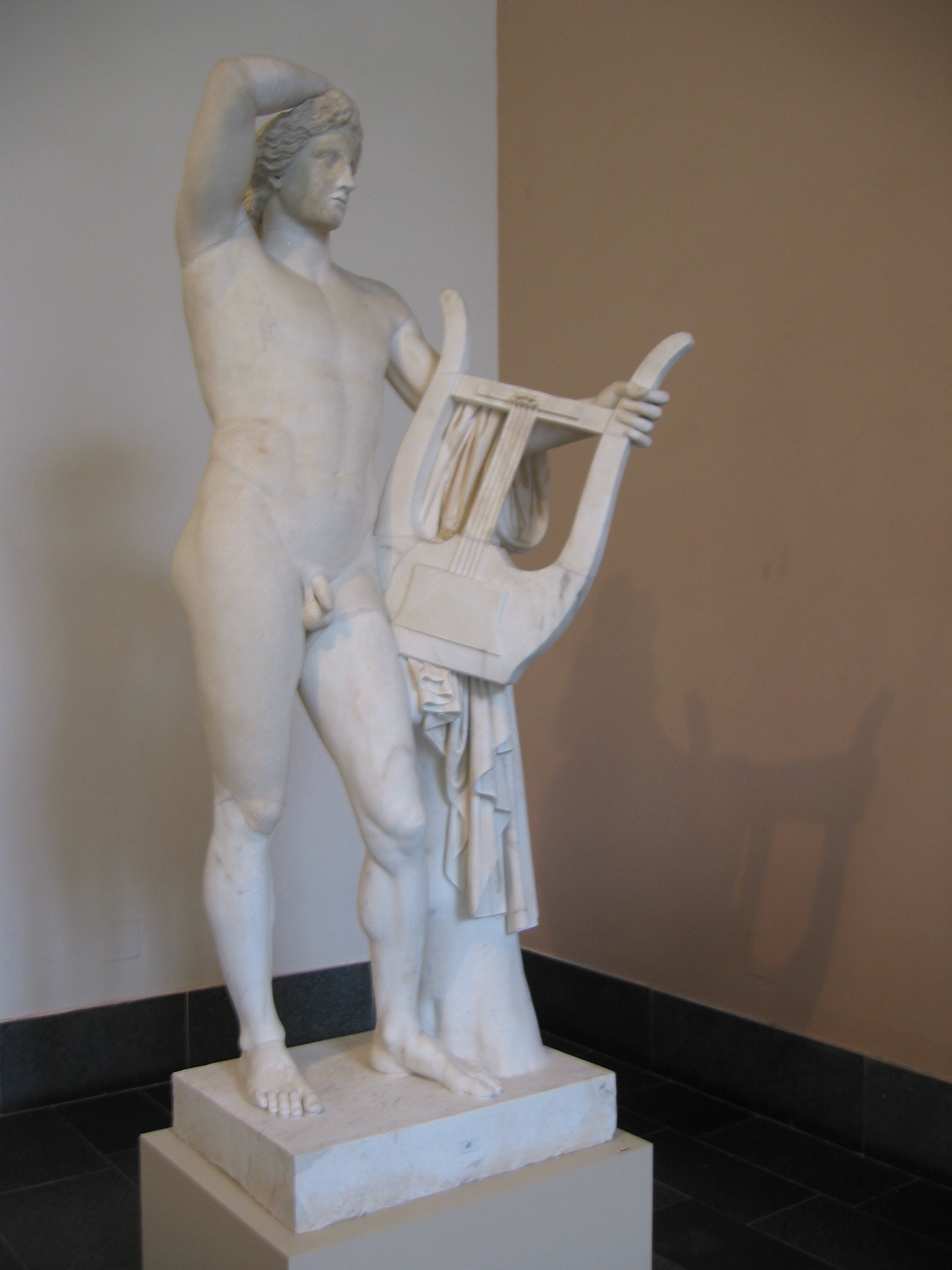
Apollon med kithara. Pergamonmuseet i Berlin.

Kithara, är att stränginstrument av lyratyp med strängarna spända mellan oket och den fyrkantiga resonanslådan. Musikinstrumentet har solidare konstruktion än lyran, som det troligen utvecklades ur, vilket ger kitharan större tekniska spelmöjligheter.
Kitharan härstammar från antikens Grekland och var under denna tid tillsammans med lyran en av de två huvudtyperna av grekiska stränginstrument. Båda förknippades med Apollon. Strängarna, som var gjorda av tarm hade kring 500 f.Kr ökat från tre till elva och var förmodligen stämda pentatoniskt.
Namnet har levt vidare hos instrument av annan konstruktion, som gitarr, cister och cittra.
Kitharod kallades en yrkesmässig sångare, som själv ackompanjerade sig på kithara. Kitharoderna föredrog heliga sånger vid de religiösa högtiderna och uppträdde i festlig tävlan vid de stora nationalspelen. De var ärade och eftersökta gäster vid furstarnas hov såväl som i enskilda samkväm och vid de tillfällen, då man med tonernas makt ville höja livets glädje. Apollon själv, såsom kitharans uppfinnare, gällde som den främste kitharoden och avbildades ej sällan med kitharan på armen iförd den för kitharoderna hävdvunna fotsida festdräkten. Han brukar i denna egenskap även benämnas Musageles, det vill säga. sånggudinnornas anförare.